# إيدي هاو
إيدي هاو (بالإنجليزية: Eddie Howe)‏ (29 نوفمبر 1977 المملكة المتحدة - ) هو لاعب كرة قدم بريطاني، يلعب كمدافع.

## روابط خارجية
- إيدي هاو على موقع قاعدة بيانات كرة القدم.إي يو (الإنجليزية)
- إيدي هاو على موقع Soccerbase.com (لاعب) (الإنجليزية)
- إيدي هاو على موقع Soccerbase.com (مدرب) (الإنجليزية)